# Wojna futbolowa (książka)
Wojna futbolowa – jedna z książek Ryszarda Kapuścińskiego, polskiego korespondenta prasowego w Afryce i Ameryce Łacińskiej w latach 60. XX w. Wydana w 1978 roku.
W książce zawarte są liczne historie z życia dziennikarza podróżującego po najbardziej niebezpiecznych miejscach w Afryce i Ameryce Łacińskiej. Z lektury możemy dowiedzieć się o wielu faktach i wydarzeniach w takich krajach jak m.in. Kongo, Kenia, Nigeria.
Tytułowa wojna futbolowa wybuchła pomiędzy Hondurasem a Salwadorem pośrednio w wyniku meczu piłkarskiego pomiędzy reprezentacjami piłkarskimi obu krajów.
W 2013 roku prawa do powieści zostały zakupione przez Philippe'a Falardeau.